# Bloody Roar
Bloody Roar est une série de jeux vidéo de combat.

## Liste de jeux
| Title                                                 | Year | Platforms                     |
| ----------------------------------------------------- | ---- | ----------------------------- |
| Beastorizer/Bloody Roar/Bloody Roar: Hyper Beast Duel | 1997 | Borne d'arcade, PlayStation   |
| Bloody Roar 2: Bringer of the New Age                 | 1999 | Borne d'arcade, PlayStation   |
| Bloody Roar 3                                         | 2000 | Borne d'arcade, PlayStation 2 |
| Bloody Roar: Primal Fury/Bloody Roar Extreme          | 2002 | GameCube, Xbox                |
| Bloody Roar 4                                         | 2003 | PlayStation 2                 |

## Personnages
| Bloody Roar                  | 1   | 2   | 3   | 4   | PF  | EX  |
| Alice the Rabbit             | oui | oui | oui | oui | oui | oui |
| Bakuryu (1) the Mole         | oui | Non | Non | Non | Non | Non |
| Bakuryu (2) the Mole (Kenji) | Non | oui | oui | oui | oui | oui |
| Busuzima the Chameleon       | Non | oui | oui | oui | oui | oui |
| Cronos the Penguin/Phoenix   | Non | Non | Non | Non | oui | oui |
| Gado the Lion                | oui | oui | oui | oui | oui | oui |
| Fang the Wolf                | Non | Non | Non | Non | Non | oui |
| Ganesha the Elephant         | Non | Non | Non | Non | oui | oui |
| Greg the Gorilla             | oui | Non | Non | Non | Non | Non |
| Hans the Fox                 | oui | Non | Non | Non | Non | Non |
| Jenny the Bat                | Non | oui | oui | oui | oui | oui |
| Koryu the Iron Mole          | Non | Non | oui | oui | oui | oui |
| Long the Tiger               | oui | oui | oui | oui | oui | oui |
| Mana the Ninetail            | Non | Non | Non | oui | Non | Non |
| Mitsuko the Boar             | oui | Non | Non | Non | Non | Non |
| Nagi the Spurious            | Non | Non | Non | oui | Non | Non |
| Reiji the Crow               | Non | Non | Non | oui | Non | Non |
| Ryoho the Dragon             | Non | Non | Non | oui | Non | Non |
| Shenlong the Tiger           | Non | oui | oui | oui | oui | oui |
| Shina the Leopard            | Non | oui | oui | oui | oui | oui |
| Stun the Insect              | Non | oui | oui | oui | oui | oui |
| Uranus the Chimera           | Non | Non | oui | oui | oui | oui |
| Uriko the Half-Beast/Cat     | oui | oui | oui | oui | oui | oui |
| Xion the Unborn              | Non | Non | oui | oui | oui | oui |
| Yugo the Wolf                | oui | oui | oui | oui | oui | oui |

- Uriko n'était pas un personnage de départ dans le Bloody Roar original.
- Fang est seulement jouable dans la version japonaise sur GameCube et les versions Extreme.